# Astragalus tanguticus
Astragalus tanguticus är en ärtväxtart som beskrevs av Alexander Feodorowicz Batalin. Astragalus tanguticus ingår i släktet vedlar, och familjen ärtväxter. Inga underarter finns listade i Catalogue of Life.